# Бернштейн-Коган Яків Матвійович
Яків Матвійович Бернштейн-Коган (іноді Коган-Бернштейн ; 1 жовтня 1859, Кишинів, Бессарабська область — 12 травня 1929, Дніпропетровськ) — відомий єврейський громадський діяч, один із засновників і лідерів сіоністського руху, перший окружний лікар єврейських колоній у Палестині.

## Життєпис
Народився 1 жовтня (за старим стилем) 1859 року в Кишиневі в родині купця другої гільдії Матвія Вольфовича (Мотла, Мордко Вольковича) Бернштейн-Когана (1818-?, родом з Одеси) та його другої дружини Двойри (Дори-Леї) -Коган (1840-?). Вивчав медицину в Петербурзі та Дерпті, отримав ступінь доктора медицини в останньому. У 1890 році в Дерпті захистив дисертацію на тему «Wirkung des Wolframs auf den thierischen Organismus» і того ж року в Штутгарті опублікував монографію «Über die Wirkungen des Wolframs» (Про вплив вольфраму).
У роки навчання в Дерптському університеті під враженням хвилі єврейських погромів, що прокотилася містами півдня Російської імперії в 1881 році захопився палестинофільством, вів палестинофільський гурток. Після навчання повернувся до Кишинева, де відкрив медичну практику. Був обраний головою правління відкритого за його сприяння у 1885 році кишинівського жіночого професійного училища для єврейських дітей.
На Першому сіоністському конгресі у серпні 1897 року у Базелі був обраний уповноваженим зі створення сіоністських організацій Росії. У 1897—1901 роках очолював так зване Поштове бюро в Кишиневі, яке здійснювало зв'язки між сіоністськими організаціями в різних містах Росії, потім переїхав із сім'єю до Харкова. З 1898 року перебував під поліцейським наглядом.
У 1901 році, напередодні П'ятого сіоністського конгресу в Базелі, став засновником та ідеологом Демократичної фракції у Всесвітній сіоністській організації, до якої також увійшли Хаїм Вейцман, Лео Моцкін та Мартин Бубер. Демократична фракція, що проіснувала до 1904 року і орієнтувалася головним чином на молодь, протиставляла себе лідеру руху Теодору Герцлю, перебувала на демократичних і антиклерикальних позиціях, і привертала увагу до питань кооперативного господарювання, поселенської діяльності і культурно-виховної роботи. Бернштейн-Коган став одним із організаторів Конференції сіоністської демократичної молоді, яка відкрилася 18 грудня 1901 року в Базелі напередодні V з'їзду Всесвітньої сіоністської організації (що відкрився 26 грудня); був обраний до її президії, до якої також увійшли Хаїм Вейцман та Лео Моцкін. На самому конгресі Бернштейн-Коган очолив опозицію т. зв. плану Уганди (план єврейської колонізації Уганди). 1903 року залучався у справі друкарні партії соціалістів-революціонерів в Одесі .
До 1907 року Яків Бернштейн-Коган працював у Харкові, у 1902 році був обраний уповноваженим І та ІІ єврейських молитовних товариств міста (але не затверджений губернатором), обирався виборщиком за кадетським списком у І та ІІ Державні думи. На мінському з'їзді російських сіоністів у 1902 році був обраний членом комісії з питань культури та виховання, на Сьомому сіоністському конгресі у липні 1905 року у Базелі увійшов до складу Правління Всесвітньої сіоністської організації, був членом Виконавчого комітету Всесвітньої сіоністської організації та її Центрального комітету.
У 1907 році Я. М. Бернштейн-Коган оселився в Палестині, працював лікарем у Нижній Галілеї та Петах-Тікві, став першим окружним лікарем єврейських колоній у країні. У 1908 році був одним із засновників Об'єднання лікарів Землі Ізраїлю. Наприкінці 1910 року повернувся до Кишинева, був гласним кишинівської міської думи, брав участь у підготовці Сьомого з'їзду російських сіоністів 1917 року в Петрограді і був членом його президії, тоді ж обраний до Установчих зборів від Бессарабської губернії У 1921 році разом із М. І. Готлібом та Н. М. Ройтманом став засновником Товариства ремісничої та землеробської праці Бессарабії (окупованої на той час Румунією).
Як приватнопрактикуючий лікар у Кишиневі мав клініку внутрішніх та дитячих хвороб у Фонтанному провулку, № 15. Одночасно служив головою Бессарабського відділу ліги боротьби з туберкульозом, приймав пацієнтів у її амбулаторії (1916).
1925 року знову оселився в Палестині, де вже проживала його донька. У вересні 1926 року став посланцем Джойнта в єврейських землеробських колоніях радянської України, працював лікарем в єврейських сільськогосподарських поселеннях у Криму, помер 12 травня 1929 року у Дніпропетровську .

## Родина
- Дружина — Доротея (Двойра-Лея) Бернштейн-Коган.
  - Доньки — акторка, режисерка, поетка й перекладачка Мір'ям (Марія Яківна) Бернштейн-Коган, основоположниця сучасного івритського театру в Палестині; Олена Яківна Коган-Бернштейн, лікарка письменника Володимира Набокова в Парижі ; Рахіль (1901-?), Сара.[3] Син Матвій (1888—1891).
- Брат — народовець Лев Матвійович Коган-Бернштейн (1862–1889)[4]; його син (племінник Я. М. Бернштейн-Когана) — есер, член Установчих зборів Матвій Львович Коган-Бернштейн (1886–1918).
- Сестра — Ганна Матвіївна Бернштейн-Коган (фр. Anna Bernstein-Kohan, 16 серпня 1868, Кишинів -?), доктор медицини (1891), авторка монографій «Contribution à l'étude du Diabète traumatique» (1891) і «Contribution à l'étude du traitement des abcès froids d'ablation complèt)» (1893).[5][6]
- Брат — Володимир Матвійович (Вольф Мотелевич) Бернштейн-Коган (1851-?), Інженер-технолог, одружений з Августою Карлівною Коган.
- Їхні діти: Надія (1883—?) та Олена Марія (1880—?)[7], Олександр (1881—?)[8], Сергій (1886–1959), економіко-географ, та Матвій (1888—?)[9].